# Francesco Bergamasco
Francesco Bergamasco (Vercelli, 25 giugno 1921 – ...) è stato un calciatore italiano, di ruolo centrocampista.

## Carriera
Cresciuto nella Pro Vercelli, fa la sua comparsa in prima squadra nel campionato di Serie B 1939-1940, e vi disputa anche il successivo torneo, concluso con la retrocessione della formazione piemontese. Nel campionato di Serie C 1941-1942 viene riconfermato, sempre come titolare nel ruolo di mediano.
Per il torneo di guerra 1944 passa alla Biellese, giunta terza nel girone ligure-piemontese, e in seguito milita anche nel Novara con cui disputa il Torneo Benefico Lombardo 1944-1945.
Al termine della seconda guerra mondiale passa in forza al Casale, con cui gioca il campionato di Serie B-C Alta Italia 1945-1946.
Nell'estate 1946 lo acquista il Piacenza: con la squadra disputa due stagioni da titolare, nel ruolo di mediano sinistro, per un totale di 69 presenze e 4 reti tra i cadetti.

Dopo la retrocessione in Serie C del 1948, rimane al Piacenza per altri tre campionati di terza serie: nella stagione 1949-1950 è il giocatore più utilizzato della rosa, con 40 presenze stagionali. Nel 1951, dopo una stagione da rincalzo (7 presenze), si svincola dalla formazione emiliana, che lascia dopo 139 presenze complessive in campionato.